# Duka János
Duka János (Margitta, 1907. január 2. – Csíkszereda, 1990. december 2.) romániai magyar ifjúsági író, folklórgyűjtő, tanító.

## Életpályája
Margittán született 1907. január 2-án. Középiskolai tanulmányait Nagyváradon végezte, majd Csíkszeredában a Tanítóképzőben szerzett diplomát 1925-ben. Pedagógusi pályáját falusi tanítóként kezdte, később Csíkszeredában körzeti iskolafelügyelő, majd 1945 után tanfelügyelő volt. Az 1950-es évek végén, tevékenységét rendszerellenesnek nyilvánították és hamis vádakkal eltávolították a tanügyből.
Szépirodalmi munkásságát ifjúsági íróként kezdte, első novelláját 1936-ban adták ki. Írásait a Vasárnapi Harangszó és a Csíki Néplap közölte, tanulmányai a Csíki és Gyergyói Múzeum Közleményeiben jelentek meg.
„Duka Jánosnak a székely népköltészet iránti szeretete és csodálata egy élet kitartó munkájának vált hajtóerőjévé.” / Vöő Gabriella/
Életművének kiemelkedő része folklórgyűjtői tevékenysége volt. Tanfelügyelőként a falvakat járva közel került az ott élő emberekhez, megismerte hagyományaikat, népköltészetüket. Megörökítette azokat a szellemi értékeket, amelyekkel a székelység körében találkozott. Szerette a székely nép gondolkodásmódját, beszédstílusát, megfigyelte a közösségek életét, feljegyezte jellegzetes szólásaikat, értékelte a rendkívül sajátságos „csavaros székely észjárást”. Adatközlői a székelyföld falvainak lakói voltak, értelmiségiek és egyszerű gazdálkodó emberek. Gyűjtőmunkájában nagy segítséget nyújtott Vámszer Géza, akivel mindvégig kapcsolatot tartott fenn.
Csúfolódó székelyek című gyűjteményével, 1961-ben a magyarországi X. Néprajzi Gyűjtőpályázaton II. díjat nyert. Ebből a gyűjteményből A rátótidák típusmutatója címmel, részletek jelentek meg Kovács Ágnes és Maróti Lajosné közreműködésével, A magyar falucsúfolók típusai című kiadványban 1966-ban.
Szaktanulmányai jelentek meg a Népismereti Dolgozatok című 1976-os és 1978-as köteteiben is. Népművészeti és népköltészeti gyűjtéseit a Hargita napilap és a Napsugár gyermekfolyóirat közölte.
Különböző tematikájú, változatos elbeszélői stílusú folklórgyűjteménye az élet minden területét bemutatta. Több évtizedes munkájának eredményeként egy gazdag életművet hagyott hátra.
Munkásságának elismeréseként a Magyar Néprajzi Társaság, a Tudományterjesztő Társaság valamint 1990-től a Kriza János Néprajzi Társaság tagjává választották.
1990. december 2-án hunyt el Csíkszeredában.
”Duka János egyike volt azoknak, akik felismerték, hogy önmagukon, szűkebb életkörükön túl, a másik emberért, emberközösségért, a nemzeti közösségért is cselekedni kell.
Diákkorában elkezdett, majd tanítóként és tanfelügyelőként folytatott folklórgyűjtő munkássága révén az eszményi önkéntes folklórgyűjtő példaképeként marad az utókor emlékezetében.”
/ Dr. Balázs Lajos /

## Művei
- Gyermekszíndarabok. Csíkszereda, 1946
- Székely lakodalom, Székely fonó. Csíkszereda, 1947
- Csángó magyar lakodalmi versek és mondókák. In: A Csíki és Gyergyói Múzeum Közleményei. Csíkszereda, 1957
- Falvaink gúnyversei. In: A Csíki és Gyergyói Múzeum Közleményei. Csíkszereda, 1957
- Gyimesi babonás szokások. In: A Csíki és Gyergyói Múzeum Közleményei. Csíkszereda, 1957
- „Gyimesi kontyoló”. In: Néprajzi Közlemények. 1960/3-4 sz.
- A dörzsölő. Bihari népszokás az Érmelléken. In: Művelődés 1974/11
- Margittai vásár. In: Népismereti dolgozatok, 1976
- Csíkszentlélek tízeseiről. In: Népismereti dolgozatok, 1978
- Kilenc kéve hány kalangya? Anekdoták a székelyekről. Bukarest, 1983
- Elsüllyedt kincs. Mesék. Bukarest, 1993
- Üti Páké Barátost. Csúfolódó székely népköltészet. Csíkszereda, 1995
- Mikor hagyja el az ész az embert? Csíkszereda, 2000
- Bihari betyártörténetek és más anekdoták. Csíkszereda, 2003
- Csíki furfang. Csíkszereda, 2003
- Székely anekdoták. Mikor hagyja el az ész az embert?; Pallas-Akadémia, Csíkszereda, 2007

## További irodalom
- Könczei Ádám: Néprajzgyűjtő Duka János. In. Művelődés 1978/7
- Kortárs magyar írók 1945-1997